# Walter Sourander
Walter Georg Sourander, född 2 juni 1890 i Helsingfors, död 26 december 1967 i Helsingfors, var en finländsk jurist.
Sourander var son till häradshövdingen Gustaf Jakob Sourander och Karolina Studd, och avlade rättsexamen 1912. Han tjänstgjorde i Vasa hovrätt 1916–1934, blev assessor 1932, var häradshövding i Salo domsaga 1934–1947, hovrättsråd i Åbo hovrätt 1947–1948 samt justitieråd och medlem av Högsta domstolen 1948–1960.
Walter Sourander var gift med Katri Ragnhild Sourander, född Lindholm (1892-1968). Han ligger begravd på Näsebackens begravningsplats i Borgå, Finland.